# Struttura della tragedia greca
La tragedia greca è strutturata secondo uno schema rigido, di cui si possono definire le forme con precisione. La tragedia inizia generalmente con un prologo (da prò e logos, discorso preliminare), che ha la funzione di introdurre il dramma; segue la parodo, che consiste nell'entrata in scena del coro attraverso dei corridoi laterali, le parodoi; l'azione scenica vera e propria si dispiega quindi attraverso tre o più episodi (epeisòdia), intervallati dagli stasimi, alcuni intermezzi in cui il coro commenta, illustra o analizza la situazione che si sta sviluppando sulla scena; la tragedia si conclude con l'esodo (èxodos).

## Prologo
Il prologo (πρόλογος), secondo la definizione data da Aristotele nella Poetica è "tutta la parte di tragedia che precede la parodo del coro", cioè la parte recitata compresa tra l'inizio del dramma e l'entrata del coro.
Questa parte può essere costituita da un monologo o da un dialogo, ed ha la funzione di introdurre il dramma; in alcuni casi il personaggio o i personaggi che recitano il prologo non avranno più alcuna parte nella tragedia. 
Di solito nel teatro di Euripide il prologo è nella prima parte di tipo monologico, e ha la funzione di fissare le coordinate temporali e spaziali nelle quali si svilupperà la tragedia esponendone l'antefatto; in Eschilo e Sofocle invece il prologo ci introduce in medias res, in quanto coincide di solito con l'inizio dell'azione drammatica. Spesso Sofocle usava il prologo con valenza etopoietica, cioè per delineare le caratteristiche del protagonista.

## Parodo
La parodo (πάροδος) è il primo canto che il coro esegue nel corso della tragedia, quando entra in scena attraverso corridoi laterali, chiamati a loro volta πάροδοι (parodoi). In tutte le tragedie di Eschilo e in buona parte di quelle di Sofocle è un canto in metri lirici che ha forma compiuta, e il rapporto dialogico tra corifeo e attori ha inizio nel primo episodio, dopo, cioè, la conclusione del canto; nelle ultime opere di Sofocle e in quelle di Euripide la parodo assume una nuova forma, in quanto il coro instaura un dialogo con un personaggio sin dal primo intervento: l'estremizzazione di questo tipo di parodo si ha nella variante detta commatica, nella quale il coro dialoga con l'attore che risponde in versi lirici, instaurando un vero e proprio dialogo lirico (κομμός, kommòs).

## Episodi
La trama dell'opera si sviluppa attraverso tre o più episodi (ἐπεισόδια), che contengono le parti dialogate tra gli attori; secondo la tradizione più antica l'attore era originariamente uno solo e dialogava con il coro; poi con Eschilo sarebbe stato introdotto un secondo attore e con Sofocle un terzo: al numero massimo di tre attori potevano esserne aggiunti degli altri (κωφά πρόσωπα, kophà pròsopa, letteralmente "personaggi sordi"), ma muti e in veste di comparse. Nel dialogo interviene anche il coro, di solito con brevi battute di commento affidate al corifeo, ossia il capocoro.
La recitazione vera e propria era in trimetri giambici, ma esisteva anche una forma di recitazione accompagnata dal suono del flauto che si definisce παρακαταλογή (parakataloghè).
Il dialogo tragico si sviluppa attraverso alcune forme tipiche: la rhèsis, la sticomitia (stichomythìa) e la monodìa.
- La ῥῆσις (rhèsis), dal greco "discorso", è il monologo, più o meno esteso, di un personaggio. Di solito la rhèsis è tipica del messaggero, che entra in scena per narrare eventi che si svolgono fuori da essa; la rhèsis può trovarsi anche all'interno di parti dialogate, quando due personaggi si contrappongono affrontandosi in un agone dialettico, in cui ciascuno sostiene le proprie ragioni in conflitto con l'avversario. Spesso è costituita da una narrazione di fatti di sangue, che non possono essere rappresentati sulla scena.
- La στιχομυθία (stichomythìa) è, come dice il nome stesso, la battuta di un verso solo. Si ha, infatti, quando il dialogo si fa più concitato e i personaggi si scambiano battute di un verso ciascuna. Quando un verso è diviso tra due personaggi si parla di ἀντιλαβή (antilabè).
- La μονῳδία (monodìa) si ha quando un attore canta in metri lirici anziché recitare. Talvolta avviene un duetto tra il coro e l'attore (κομμός, kommòs) oppure tra due attori (ἀμοιβαῖος, amoibaios).

## Stasimi
Gli stasimi (στάσιμα) sono degli intermezzi destinati a separare tra loro gli episodi, destinati alla danza e ai canti del coro, dove questo commenta, illustra e analizza la situazione che si sta sviluppando sulla scena. 
Come nella parodo il canto corale è eseguito da tutti gli elementi del coro ed è composto da una serie di coppie strofiche (dette συζύγιαι, sizigie) composte ciascuna di una strofe e un'antistrofe, tra le quali esiste una corrispondenza perfetta per quanto riguarda la struttura metrica e il numero di versi.
Comunque nel corso del tempo la funzione del coro divenne sempre meno importante, tanto che in alcuni stasimi di Euripide si ha la sensazione che siano dei virtuosismi poetici senza reali collegamenti con la trama.

## Esodo
L'esodo (ἔξοδος) è la parte conclusiva della tragedia, che finisce con l'uscita di scena del coro. Spesso, soprattutto in Euripide, nell'esodo si fa uso del deus ex machina, ovvero un personaggio divino che viene calato sulla scena mediante una macchina teatrale per risolvere la situazione quando l'azione è tale che i personaggi non hanno più vie d'uscita.